# Kanumarathon-Weltmeisterschaften 2007
Die 15. Kanumarathon-Weltmeisterschaften fanden vom 7. bis 9. September 2007 im ungarischen Győr statt. Der austragende Verband war die ICF.
Die Länge der Strecke betrug 27,63 km, beim Männer-Kajak 33,43 km.
Es wurden vier Wettbewerbe für Männer und zwei Wettbewerbe für Frauen ausgetragen.

## Medaillengewinner

### Herren

#### Canadier
| Disziplin | Gold                             | Zeit          | Silber                                         | Zeit          | Bronze                                | Zeit          |
| --------- | -------------------------------- | ------------- | ---------------------------------------------- | ------------- | ------------------------------------- | ------------- |
| C1        | Ungarn Edvin Csabai              | 1:55:21,838 h | Spanien José Alfredo Bea                       | 1:57:34,018 h | Spanien Manuel Antonio Campos         | 1:57:34,978 h |
| C2        | Ungarn Edvin Csabai Attila Györe | 1:45:59,980 h | Spanien Oscar Grana Blanco Ramon Ferro de Dios | 1:46:36,365 h | Tschechien Filip Dvorak Petr Koudelka | 1:48:29,154 h |

#### Kajak
| Disziplin | Gold                                                  | Zeit          | Silber                                   | Zeit          | Bronze                             | Zeit          |
| --------- | ----------------------------------------------------- | ------------- | ---------------------------------------- | ------------- | ---------------------------------- | ------------- |
| K1        | Spanien Emilio Merchan Alonso                         | 2:05:03,099 h | Spanien Manuel Busto                     | 2:07:09,603 h | Ungarn Attila Jambor               | 2:09:06,789 h |
| K2        | Spanien Manuel Busto Fernandez Oier Aizpurua Aranzadi | 1:55:57,061 h | Südafrika Jorge Alonso Santiago Guerrero | 1:55:57,655 h | Ungarn Balacz Borcsok Istvan Salga | 1:58:27,265 h |

### Damen

#### Kajak
| Disziplin | Gold                                               | Zeit          | Silber                             | Zeit          | Bronze                              | Zeit          |
| --------- | -------------------------------------------------- | ------------- | ---------------------------------- | ------------- | ----------------------------------- | ------------- |
| K1        | Vereinigtes Königreich Anna Hemmings               | 1:55:59,331 h | Ungarn Renáta Csay                 | 1:56:06,705 h | Spanien Mara Santos                 | 1:56:17,589 h |
| K2        | Dänemark Anne Lolk Thomsen Henriette Engel Hansenn | 1:44:36,262 h | Ungarn Renáta Csay Berenike Faldum | 1:44:47,182 h | Südafrika Nicola Mocke Michele Eray | 1:44:48,418 h |

## Medaillenspiegel
| Rang   | Nation                 | Gold | Silber | Bronze | Gesamt |
| ------ | ---------------------- | ---- | ------ | ------ | ------ |
| 1      | Spanien                | 2    | 4      | 2      | 8      |
| 2      | Ungarn                 | 2    | 2      | 2      | 6      |
| 3      | Dänemark               | 1    | 0      | 0      | 1      |
| 3      | Vereinigtes Königreich | 1    | 0      | 0      | 1      |
| 5      | Südafrika              | 0    | 0      | 1      | 1      |
| 5      | Tschechien             | 0    | 0      | 1      | 1      |
| Gesamt | Gesamt                 | 6    | 6      | 6      | 18     |